# Pałac São Bento
Pałac São Bento (port: Palácio de São Bento) – pałac, będący siedzibą Zgromadzenia Republiki, portugalskiego parlamentu. Znajduje się w Lizbonie, blisko Bairro Alto. Pałac São Bento był w przeszłości siedziba dawnych parlamentów portugalskich, takich Zgromadzenie Narodowe (Assembleia Nacional) w okresie reżimu Nowego Państwa, Kongres Republiki w okresie I Republiki, i Cortes podczas Monarchii Konstytucyjnej. W pobliżu znajduje się oficjalna siedziba premiera Portugalii.
Od 2002 jest Pomnikiem Narodowym.